# Demografía de Nigeria
La demografía de Nigeria concierne al país más poblado de África y al séptimo más poblado del mundo. Sus tasas de natalidad y de mortalidad son relativamente altos y las proyecciones de población prevén un crecimiento demográfico significativo en el futuro. 
La población de Nigeria está compuesta de más de 250 grupos étnicos, entre los cuales los siguientes son los más populosos e influyentes políticamente: los hausas y fulani (29%) yoruba (21%), igbos (18%),  ijaws (10%), kanuri (4%), ibibios (3,5%), Tiv (2,5%). Asimismo, se hablan más de 500 lenguas indígenas.

## Población

### Población total
232 884 063 habitantes (2024 est.)

### Proyecciones
| Año  | Población Nigeriana | Fuente |
| ---- | ------------------- | ------ |
| 2030 | 265 623 792         | [ 1 ]  |
| 2040 | 326 017 539         | [ 1 ]  |
| 2050 | 386 300 884         | [ 1 ]  |
| 2060 | 446 985 138         | [ 1 ]  |
| 2070 | 507 195 526         | [ 1 ]  |
| 2080 | 563 120 608         | [ 1 ]  |
| 2090 | 613 969 403         | [ 1 ]  |
| 2100 | 659 888 961         | [ 1 ]  |

## Perfil demográfico
Se prevé que la población de Nigeria crezca de más de 186 millones de personas en 2016 a 392 millones en 2050, convirtiéndose en el cuarto país más poblado del mundo. La elevada tasa de crecimiento demográfico sostenido de Nigeria continuará en el futuro previsible debido al impulso demográfico y a su elevada tasa de natalidad. Abuya no ha aplicado con éxito programas de planificación familiar para reducir y espaciar los nacimientos debido a la falta de voluntad política, de financiación gubernamental y de disponibilidad y asequibilidad de servicios y productos, así como a la preferencia cultural por las familias numerosas. Es necesario aumentar el nivel educativo, especialmente entre las mujeres, y mejorar la atención sanitaria para animar y permitir a los padres optar por familias más pequeñas.
Nigeria necesita aprovechar el potencial de su floreciente población juvenil para impulsar el desarrollo económico, reducir la pobreza generalizada y canalizar a un gran número de jóvenes desempleados hacia actividades productivas y alejarlos de la actual violencia religiosa y étnica. Aunque la mayor parte de los movimientos de los nigerianos son internos, la importante emigración regional y hacia Occidente ofrece una salida a los nigerianos que buscan oportunidades económicas. Lagos es una de las ciudades de más rápido crecimiento de África. Una estructura de edad joven, una tasa de mortalidad en descenso y una elevada tasa de fertilidad total sostenida de 6 hijos por mujer -la tercera más alta del mundo- garantizan un rápido y continuo crecimiento de la población en un futuro previsible. La importante emigración sólo atenúa marginalmente este crecimiento. A pesar de los descensos, las tasas de mortalidad infantil y materna siguen estando entre las más altas del África subsahariana
La inmigración, principalmente de africanos occidentales, sigue siendo insuficiente para compensar la emigración y la pérdida de trabajadores altamente cualificados. Nigeria también es un importante país de origen, tránsito y destino de trabajos forzados y tráfico sexual.

## Evolución demográfica

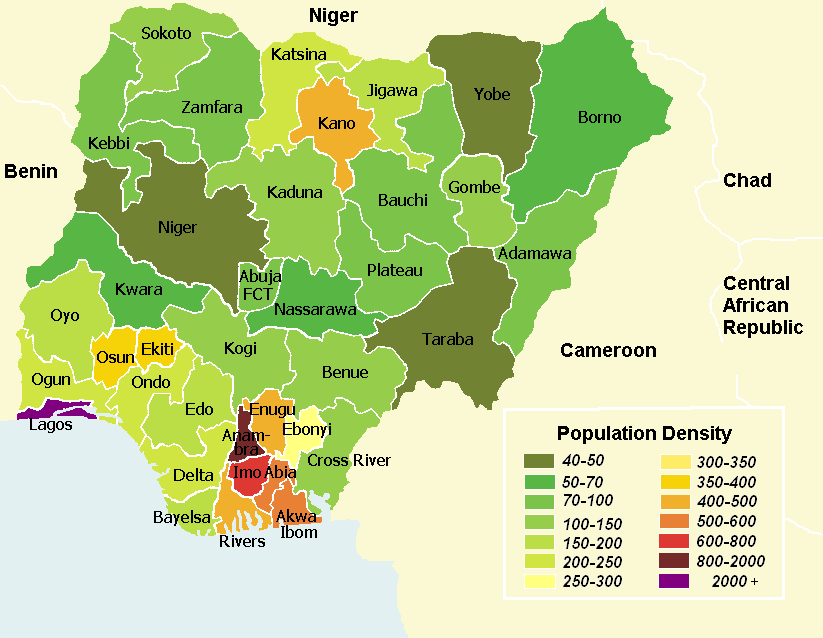
Densidad demográfica por estados en Nigeria.

La población de Nigeria ha evolucionado de la siguiente manera:
- 1500: 8 millones.
- Siglo XVI a XIX: De 2 a 7 millones de nativos son esclavizados (un millón en el siglo XIX).[3][4]
- 1800: 13 millones.
- 1900: 15 a 16 millones.
- 1910: 17 millones.
- 1920: 18 millones.
- 1930: 19 millones.
- 1931: 19.928.200 millones (censados)
- 1940: 20 millones.
- 1950: 34 millones.
- 1960: 43 millones.
- 1970: 57 millones (800 mil a 3 millones de muertos y 4 millones de refugiados por la Guerra de Biafra).
- 1980: 77 millones.
- 1990: 109 millones.
- 2000: 123 millones.
- 2005: 146 millones.
- 2017: 190 millones.

## Estados

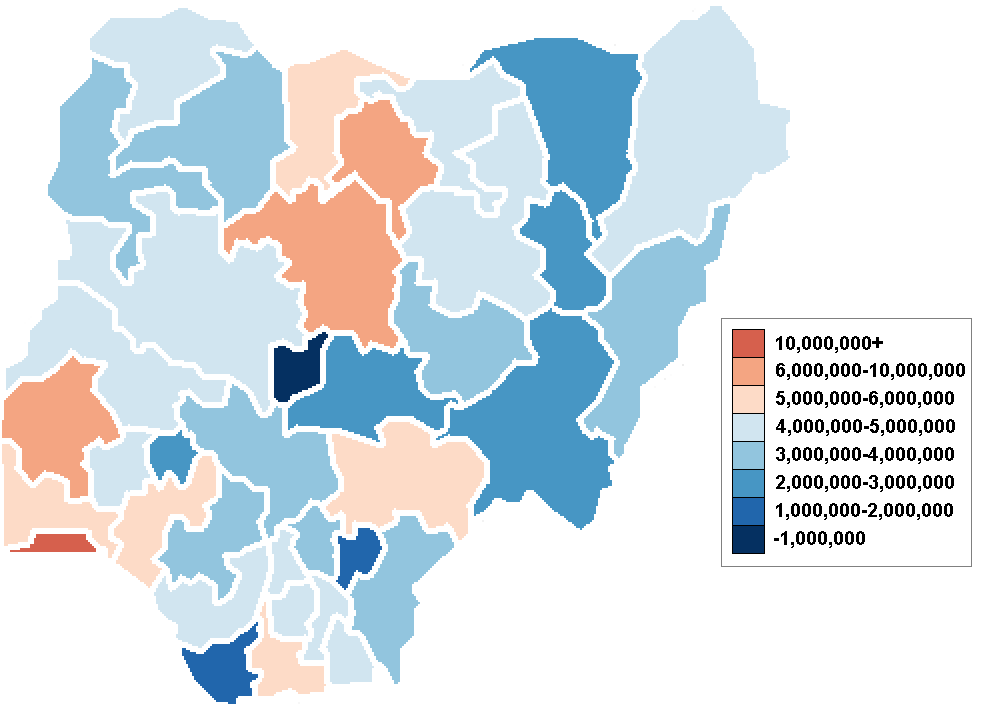
Población total por estados en Nigeria (2006)

Población en los estados de Nigeria, de acuerdo con el censo en los últimos años:
|    | Estado                           | 1991      | 2006      |
| -- | -------------------------------- | --------- | --------- |
| 1  | Kano                             | 5 632 040 | 9 383 682 |
| 2  | Lagos                            | 5 685 785 | 9 013 534 |
| 3  | Kaduna                           | 3 969 252 | 6 066 562 |
| 4  | Katsina                          | 3 878 344 | 5 792 578 |
| 5  | Oyo                              | 3 488 789 | 5 591 589 |
| 6  | Rivers                           | 3 983 857 | 5 185 400 |
| 7  | Bauchi                           | 4 294 413 | 4 676 465 |
| 8  | Jigawa                           | 2 829 929 | 4 348 649 |
| 9  | Benue                            | 2 780 398 | 4 219 244 |
| 10 | Anambra                          | 2 767 903 | 4 182 032 |
| 11 | Borno                            | 2 596 589 | 4 151 193 |
| 12 | Delta                            | 2 570 181 | 4 098 391 |
| 13 | Níger                            | 2 482 367 | 3 950 249 |
| 14 | Imo                              | 2 485 499 | 3 934 899 |
| 15 | Akwa Ibom                        | 2 359 736 | 3 920 208 |
| 16 | Sokoto                           | 4 392 391 | 3 696 999 |
| 17 | Ogun                             | 2 338 570 | 3 658 098 |
| 18 | Ondo                             | 3 884 485 | 3 441 024 |
| 19 | Osun                             | 2 203 016 | 3 423 535 |
| 20 | Zamfara                          | -         | 3 259 846 |
| 21 | Kogi                             | 2 099 046 | 3 258 487 |
| 22 | Enugu                            | 3 161 295 | 3 257 298 |
| 23 | Kebbi                            | 2 062 226 | 3 238 628 |
| 24 | Edo                              | 2 159 848 | 3 218 332 |
| 25 | Plateau                          | 3 283 704 | 3 178 712 |
| 26 | Adamawa                          | 2 124 049 | 3 168 101 |
| 27 | Cross River                      | 1 865 604 | 2 888 966 |
| 28 | Abia                             | 2 297 978 | 2 833 999 |
| 29 | Ekiti                            | -         | 2 384 212 |
| 30 | Kwara                            | 1 566 469 | 2 371 089 |
| 31 | Gombe                            | -         | 2 353 879 |
| 32 | Yobe                             | 1 411 481 | 2 321 591 |
| 33 | Taraba                           | 1 480 590 | 2 300 736 |
| 34 | Ebonyi                           | -         | 2 173 501 |
| 35 | Nasarawa                         | -         | 1 863 275 |
| 36 | Bayelsa                          | -         | 1 703 358 |
| 37 | Territorio de la Capital Federal | 378 671   | 1 405 201 |

## Religión
Debido a cuestiones políticas, desde 1963 no se han incluido preguntas sobre religión en ningún censo. Los resultados del censo de 1963 han sido ampliamente debatidos. Tanto los musulmanes como los cristianos afirman ser la mayoría; sin embargo, el Departamento de Estado de los Estados Unidos estima que los musulmanes sobrepasan en cantidad a los cristianos, siendo aproximadamente la mitad de la población del país y con un poco más del 40% de cristianos practicantes. El resto de la población practica religiones indígenas tradicionales o ninguna. Muchas personas combinan elementos del cristianismo o el islam con las creencias tradicionales.
La forma predominante del islam es el sunismo. La población cristiana incluye a los católicos, anglicanos, bautistas.
La desigualdad de género, que incluye la falta de oportunidades educativas para las mujeres y el matrimonio y el parto precoces, también contribuye al elevado crecimiento de la población.
Debido al gran tamaño de las familias, los hijos heredan parcelas cada vez más pequeñas. La dependencia de la mayoría de los nigerianos de la agricultura de subsistencia en parcelas cada vez más pequeñas, junto con la disminución de las precipitaciones, la desertificación del norte del país y la consiguiente reducción de las tierras cultivables, impiden que la producción de alimentos siga el ritmo de crecimiento de la población. Más de tres millones de personas  han huido del norte del país desde que comenzó la violencia entre las tropas gubernamentales y los rebeldes armados a principios de 2012. Los continuos ataques de la insurgencia islamista de Boko Haram, que se remontan a 2013 en el norte de Nigeria y a febrero de 2015 en el centro del país se ha extendido gradualmente hacia el sur.
Durante más de medio siglo, la falta de desarrollo económico de Nigeria ha provocado una emigración neta constante. Los católicos constituyen el grupo más extendido entre los cristianos. La mayoría de musulmanes nigerianos se encuentra concentrada en la zona norte del país, mientras que los cristianos dominan el cinturón medio y el sur de Nigeria.
Debe remarcarse que un estimado de 8 millones de nigerianos pertenecen a más de una denominación cristiana, y la transferencia no registrada de los miembros entre denominaciones es muy común. De acuerdo a esto, la denominación de la totalidad de miembros suma más que el total de cristianos en Nigeria. 
En la actualidad se dan enfrentamientos entre sectas religiosas por la intolerancia que en Nigeria se generó; sin embargo, los últimos informes señalan que la conciliación entre las mismas es un proyecto que está en marcha y en el cual el gobierno ha puesto sus ojos a fin de evitar mayores violaciones de los derechos humanos.
Según una encuesta de 2009, el 50,4% de la población de Nigeria era musulmana. Otro estudio de 2011 estima que los cristianos conforman la mayoría de la población, con un 50,8% del total. Los adherentes a otras religiones conforman el 1,4% de la población total de Nigeria.